# Apache Junction, Arizona
Apache Junction je grad u američkoj saveznoj državi Arizona. Prema popisu stanovništva iz 2010. u njemu je živjelo 35,840 stanovnika.